# Hasta la victoria siempre

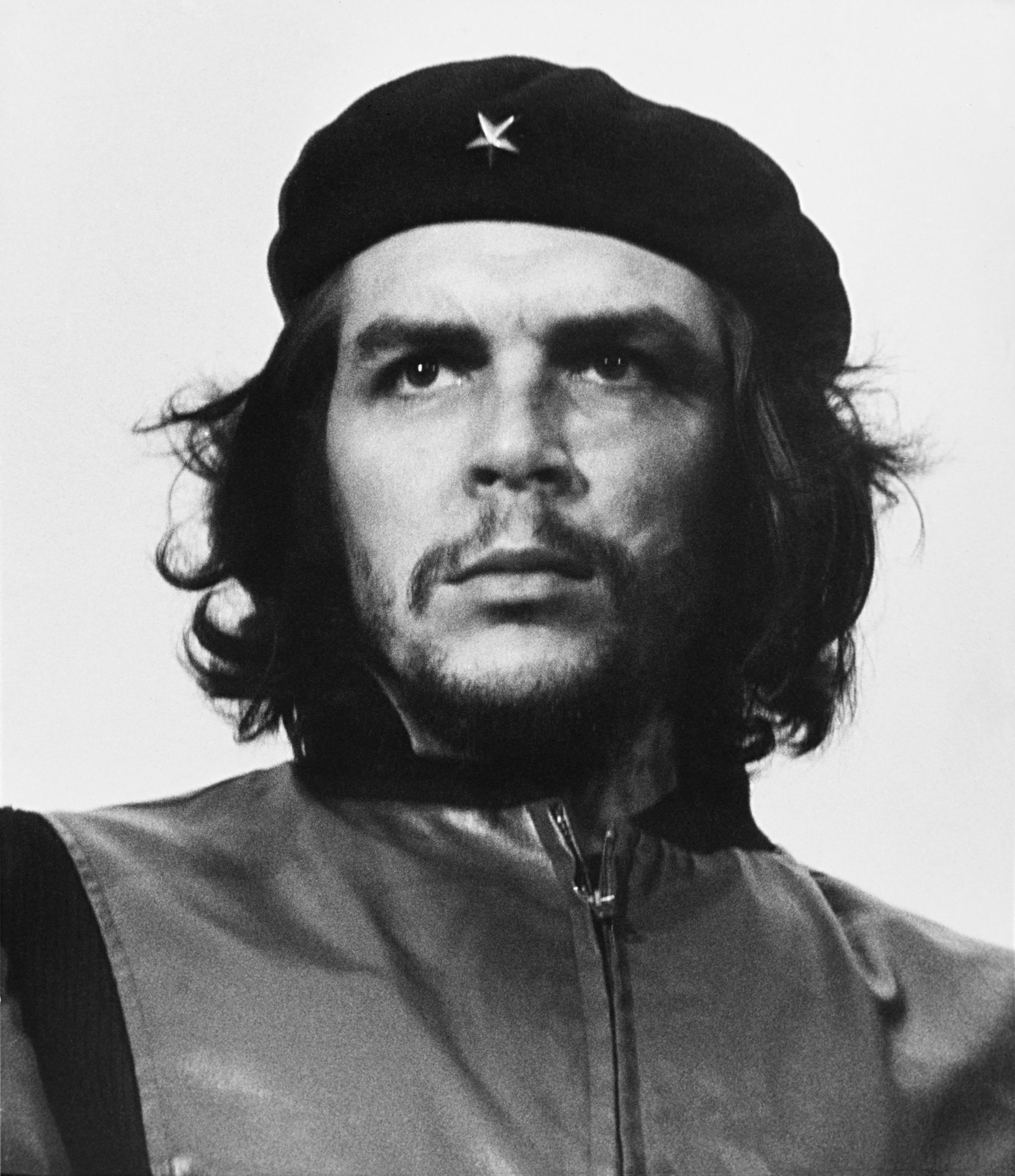
Ernesto Che Guevara, aqui retratado por Alberto Korda na icônica foto alcunhado Guerrilheiro Heroico.

Hasta la victoria siempre (espanhol para "Até a vitória sempre"), na formulação completa: Hasta la victoria siempre. Patria o muerte ("Até a vitória sempre. Pátria ou Morte") é uma frase em castelhano, que mais tarde se tornou o slogan político da esquerda revolucionária, atribuída ao revolucionário Ernesto Che Guevara. É por vezes abreviada para Hasta Siempre, título de uma famosa canção dedicada a Che Guevara.